# Каблуков, Платон Иванович
Плато́н Ива́нович Каблуко́в (1779—1835) — русский военачальник, генерал-лейтенант, участник Наполеоновских войн.

## Биография
Из дворян, родился в 1779 году. Поступил на службу в лейб-гвардии Преображенский полк и в 1798 году произведён в прапорщики. Переведённый в 1802 году в Кавалергардский полк, участвовал в войнах с Францией в 1805—1807 годах и 1812—1814 годах. Под Аустерлицем был ранен в ногу и взят в плен, из которого освобождён в 1806 году.
В Бородинском сражении был ранен и за отличие получил орден Святого Владимира 4-й степени с бантом. Произведённый 15 сентября 1813 года, за Кульмское сражение, в генерал-майоры, Каблуков командовал отрядом в армии графа Л. Л. Беннигсена и отличился при Магдебурге.

26 ноября 1823 года награждён орденом Святого Георгия 4-го класса 
за выслугу беспорочно от вступления в обер-офицерский чин 25 лет.
 22 августа 1826 года произведён в генерал-лейтенанты. За отличие в Польской кампании 9 апреля 1831 года награждён орденом Святого Георгия 3-го класса (№ 424) 
В воздаяние отличного мужества и храбрости, оказанных в сражении против польских мятежников 13 февраля 1831 года при Грохове.
Был начальником военных поселений в Херсонской и Екатеринославской губерниях. Затем был командиром сначала сводного, а потом 2-го резервного кавалерийских корпусов.
Умер 16 мая 1835 года.

## Награды
- Золотая шпага с надписью «За храбрость» (21.03.1806)
- Орден Святого Владимира 4-й степени с бантом (19.12.1812)
- Орден Святого Георгия 4-й степени (26.11.1823)
- Орден Святой Анны 1-й степени (30.01.1825)
- Алмазные знаки к ордену Святой Анны 1-й степени (17.06.1828)
- Орден Святого Владимир] 2-й степени (17.08.1829)
- Орден Святого Георгия 3-й степени (09.04.1831)
- Орден Святого Александра Невского (11.08.1831)
- Знак отличия за военное достоинство 2-й степени (1832)
- Алмазные знаки к ордену Святого Александра Невского (26.08.1834)

Иностранные:
- Французский орден Почётного легиона 3-й степени (1815)